# Schlacht von Solway Moss
Die Schlacht von Solway Moss fand am 24. November 1542 statt. An der Grenze zwischen den beiden Königreichen stießen englische und schottische Truppen in einem Solway Moss genannten Gebiet nahe der englischen Seite des Flusses Esk aufeinander. Die Schlacht endete bereits nach kurzem Gefecht mit dem englischen Sieg und einer fliehenden, sich in Auflösung befindlichen schottischen Armee.

## Vorgeschichte
Als Heinrich VIII. mit der Katholischen Kirche brach, bat er seinen Neffen Jakob V., es ebenso zu halten. Jakob ignorierte nicht nur die Bitte seines Onkels, sondern verweigerte Heinrich auch noch seine Teilnahme an einem eigens dafür anberaumtem Treffen in York.
Der beleidigte König Heinrich reagierte darauf sehr verärgert und entsandte eine englische Armee nach Norden zum Einfall in Schottland. Als Vergeltung auf den massiven englischen Einfall wurde Robert, 4. Lord Maxwell und Warden of the West March, von Jakob mit der Aufgabe betraut, eine Armee aufzustellen.

## Die Schlacht
Sir Oliver Sinclair, Laird von Pitcairnis und Whitekirk, war ein persönlicher Favorit von Jakob V. und als Kommandeur für den Feldzug gegen die Invasoren vorgesehen. Weil sich aber Sinclairs Ankunft verzögerte, bestand Robert Maxwell auf dem Kommando, obwohl er offiziell nicht dafür vorgesehen war. Auch die anderen schottischen Truppenführer verweigerten Maxwell die Anerkennung, was sich später im Kampf sehr ungünstig auf eine einheitliche schottische Kommandostruktur auswirkte.
Am 24. November 1542 überschritt die schottische Armee, etwa 18.000 Mann stark, die englische Grenze und traf fast augenblicklich auf die etwa 3.000 Mann starke englische Armee unter dem Kommando von Sir Thomas Wharton, die den Feind bereits nahe Solway Moss abgewartet hatte.
Die Schlacht war von schottischer Seite her schlecht koordiniert und muss eher als Getümmel beschrieben werden. Nach der ersten Begegnung mit der englischen Kavallerie bei Akeshawsill (jetzt Oakshawhill), mussten sich die Schotten schnell und ungeordnet in Richtung Arthuret Howes zurückziehen. Sie fanden sich zwischen dem Fluss und dem Sumpf eingepfercht wieder, nach kurzem heftigem Gefecht verloren sie zudem ihre aus zehn Kanonen bestehende Feldartillerie an die englische Kavallerie. An der sandigen Furt nahe dem Mühlendamm von Arthuret wurden sie endgültig aufgehalten.
Der englische Kommandeur Thomas Wharton und sein Adjutant William Musgrove berichteten anschließend über die Schlacht. Thomas Wharton beschrieb sie als „Überfall der Schotten zwischen den Flüssen Esk und Lyne“. William Musgrove berichtete, dass Maxwell und ein kleiner Rest von schottischen Edelmännern noch tapfer gekämpft hätten, nachdem sie gezwungen wurden, am Ufer des Esk von ihren Pferden abzusteigen.

## Folgen
Jakob V. war in Lochmaben geblieben und bei der Schlacht nicht anwesend. Er kehrte erkrankt nach Falkland Palace zurück, verstarb dort zwei Wochen später und hinterließ seine sechs Tage alte Tochter Maria. Auf seinem Sterbebett soll er noch den Verlust seines Banners und die Gefangennahme von Oliver Sinclair betrauert haben.
Die Verluste des Kampfes wurden auf 7 Engländer und 20 Schotten geschätzt, aber mehrere hundert Schotten sollen im Fluss und im Moor ertrunken sein. Über 1.200 Schotten wurden gefangen genommen, darunter auch viele Adelige wie Sir Oliver Sinclair, der Earl of Cassilis, der Earl of Glencairn, der Lord Maxwell, der Lord Gray und der Stewart von Rosyth.
Die höheren schottischen Adeligen durften aber in ihre Heimat zurückkehren, sofern sie eine adäquate Geisel stellen konnten oder ein englischer Adeliger für sie bürgte. Die anderen Gefangenen wurden zuerst nach Newcastle upon Tyne gebracht und für ihre Ländereien Verwalter eingesetzt. Später wurden sie an den Hof Heinrichs VIII. gebracht, der sie gut behandelte und sogar beschenkte, um sie „englandfreundlich“ zu stimmen.
Die meisten der Gefangenen konnten ebenfalls in den folgenden Jahren gegen eine Lösegeldzahlung in ihre Heimat zurückkehren. Moderne Historiker nehmen jedoch an, dass dieses Verhalten weder die Politik Heinrichs VIII. noch die Entscheidung der schottischen Adeligen beeinflusste, den Friedensvertrag von Greenwich im Dezember 1543 abzulehnen.

## Das Schlachtfeld heute
Das Schlachtfeld ist bei English Heritage eingetragen und wird derzeit zum Schutz und zum Erhalt im Rahmen der Scottish Historical Environment Policy of 2009 von Historic Scotland archäologisch untersucht.